# Broskrödhätting
Broskrödhätting (Entoloma infula) är en svampart. Broskrödhätting ingår i släktet Entoloma och familjen Entolomataceae.  Arten är reproducerande i Sverige.

## Underarter
Arten delas in i följande underarter:
- chlorinosum
- infula